# Општина Марачинени (Арђеш)
Марачинени (рум. Mărăcineni) општина је у Румунији у округу Арђеш.
Oпштина се налази на надморској висини од 285 m.